# Atak gazowy w Ghucie
Atak gazowy w Ghucie – atak rakietowy z wykorzystaniem broni chemicznej przeprowadzony 21 sierpnia 2013 w Ghucie, czyli na terenach rolniczych położonych na wschód od Damaszku zamieszkanych przez sunnitów, podczas wojny domowej w Syrii. Według szacunków opozycji w ataku gazowym zginęło od 355 do 1821 osób.

## Tło
Posiadanie broni chemicznej przez syryjski rząd było jedną z kwestii najbardziej niepokojących społeczność międzynarodową, obawiającą się użycia tej niekonwencjonalnej broni wobec rebeliantów i cywilów. Inną sprawą była możliwość przechwycenia arsenałów broni chemicznej przez działających w Syrii dżihadystów z ruchu Islamskie Państwo w Iraku i Lewancie. Wobec tego agencje wywiadowcze państw zachodnich stale monitorowały losy broni chemicznej w Syrii.
Po raz pierwszy zagrożenie użycia broni chemicznej wystąpiło w połowie lipca 2012, kiedy amerykański wywiad doniósł, iż reżim przeniósł zapasy broni chemicznej – sarinu, gazu musztardowego i cyjanku – w cztery tajne miejsca. Pojawiła się groźba użycia broni masowego rażenia przeciwko rebeliantom i cywilom. Z drugiej strony komentatorzy oceniali, iż władze próbowały ukryć zapasy broni chemicznej przed rebeliantami, bądź też zachodnimi państwami na wypadek interwencji. Wówczas MSZ Syrii zapewniało, że wojsko nie użyje broni chemicznej wobec cywilów. Taka konieczność nastąpiłaby jedynie w przypadku interwencji z zewnątrz.
Tymczasem po III wecie na forum Rady Bezpieczeństwa ONZ z 19 lipca 2012 i kwestii transportu broni chemicznej, społeczność międzynarodowa rozpoczęła debatę nad ewentualną interwencją militarną w Syrii. Jednak nie zapadały żadne wiążące decyzje. Kolejny alert związany z groźbą użycia broni chemicznej miał miejsce na początku grudnia 2012, kiedy rebelianci odnosili sukcesy na frontach. 3 grudnia 2012 prezydent USA Barack Obama oraz sekretarz stanu tego kraju Hillary Clinton ostrzegli syryjskiego prezydenta Baszszara al-Asada, że jeśli użyje broni chemicznej przeciwko siłom opozycji, to narazi się na „konsekwencje”. Obama stwierdził również, że użycie broni chemicznej przez syryjski reżim równałoby się przekroczeniu „czerwonej linii”. Pierwsze użycie broni chemicznej w Syrii miało miejsce 23 grudnia 2012 – rządowe samoloty zrzuciły w dzielnicy Chaladijja i Al-Bajada obleganego miasta Hims bomby z lekkim gazem bojowym 3-chinuklidynobenzylan, od którego zginęły trzy osoby, a liczniejsza grupa ucierpiała.

Sytuacja na froncie damasceńskim od marca do sierpnia 2013

Zachód powrócił do planów interwencji wojskowej w Syrii po ataku z użyciem broni niekonwencjonalnej w Chan al-Asal 19 marca 2013. W wybuchu pocisku z domieszką broni chemicznej zginęło 25 osób. Obie strony konfliktu nawzajem obarczały się odpowiedzialnością za atak i wniosły do społeczności międzynarodowej o przeprowadzenie śledztwa. Nie był to odosobniony przypadek użycia broni chemicznej. Również 19 marca 2013 do użycia broni niekonwencjonalnej doszło w Al-Utajbie pod Damaszkiem. Pięć dni później sarin w walkach użyty został w sąsiednim mieście Adra oraz 26 marca 2013 w Darajji. Rebelianci informowali również o użyciu sarinu jako środka bojowego w Dżaubar (7 kwietnia 2013), dzielnicy Aleppo – Asz-Szajch Maksud (13 kwietnia 2013), Sarakib (29 kwietnia 2013) oraz Adrze i Dumie (5 sierpnia 2013).
27 maja 2013 francuski dziennik „Le Monde” napisał, iż wojsko Asada w walce z rebeliantami stosuje małe ilości broni chemicznej. Według dziennika po takich „dyskretnych atakach” nie ma dymu, ani nie czuć żadnego zapachu, jednak po pewnym czasie pojawiają się symptomy. „Ludzie zaczynają gwałtownie kaszleć, pieką ich oczy, źrenice kurczą się do absolutnego minimum, pojawiają się kłopoty z widzeniem, oddychaniem, potem wymioty i omdlenia”. Takie objawy miał jeden z fotoreporterów „Le Monde”, który obserwował przez kilka dni walki pod Damaszkiem. Również miejscowi lekarze donosili, iż ranni rebelianci mieli kłopoty z oddychaniem, mową i wzrokiem.
13 czerwca 2013 Biały Dom ogłosił, iż rząd w Damaszku przekroczył „czerwoną linię” wykorzystując sarin podczas walk z rebeliantami. W związku z tym przedstawiciele administracji prezydenta Obamy zapowiedzieli, że USA udzielą wsparcia militarnego rebeliantom syryjskim, jednak nie sprecyzowano jego zakresu. Jednak faktycznie nie szły za tym żadne poważniejsze skutki, a Stany Zjednoczone pozostawały bierne wobec sytuacji w Syrii.
Jednocześnie ONZ przygotowywała misję ds. broni chemicznej, która miała by badać użycie broni chemicznej w Syrii. 11 lipca 2013 eksperci ONZ ds. broni chemicznej – szwedzki naukowiec Åke Sellström i Wysoki Przedstawiciel Sekretarza Generalnego ONZ ds. Rozbrojenia Angela Kane przyjęli zaproszenie rządu w Damaszku w sprawie utworzenia misji oenzetowskiej, która na terytorium Syrii zbadałaby zarzuty dotyczące użycia broni chemicznej. Zespół 20 ekspertów pod dowództwem wymienionych naukowców przybył do Syrii 18 sierpnia 2013, czyli trzy dni przed atakiem gazowym w Ghucie.

## Atak

Miejsca w których użyto broni chemicznej według Departamentu Stanu USA

21 sierpnia 2013 ok. godziny 3:00 czasu lokalnego, w kilku miastach na wschód od syryjskiej stolicy – Duma, Irbin, Hammurijja, Harasta, Kafr Batna, Sakba – leżących na terenie Ghuty, oraz w damasceńskich dzielnicach Ajn Tarma, Dżaubar, Zamalka, a także miast na południe od stolicy – Darajja i Muaddamija, doszło do ataku rakietowego. W głowicach rakiet według świadków umieszczony był trujący gaz – sarin. W ciągu godziny spowodował on setki ofiar. Atak miał miejsce w toku nocnych walk w Ghucie rozpoczętych o 1:15 czasu lokalnego (0:15 czasu polskiego). Początkowo wystrzelono pięć rakiet z lotniska wojskowego Mezzah. O godz. 2:45 czasu lokalnego opozycjoniści informowali o ataku chemicznym w Ajn Taramie, z kolei dwie minuty później o wykorzystaniu broni niekonwencjonalnej w Zamalce. Ostrzał prowadzony był z wojskowych baz 155. i 127. należących do 4. Dywizji sił rządowych. W sumie w nocy i nad ranem spadło na tereny kontrolowane przez rebeliantów 40 rakiet.
Według Syryjskiego Obserwatorium Praw Człowieka zginęło co najmniej 502 osób, z kolei niezależna organizacja medyczna Lekarze bez Granic informowała o 3600 zatrutych osobach, które trafiły do trzech szpitali w Damaszku; 355 z nich zmarło. To pierwsze potwierdzenie przez niezależne źródła, że w Ghucie użyto broni chemicznej. Jednak inne źródła podawały znacznie wyższe liczby. Damasceńskie opozycyjne źródła informowały o 494 ofiarach, Generalna Komisja Rewolucji twierdziła, że zginęło 635 osób, a Lokalne Komitety Koordynacyjne doliczyły się 1338 osób, podobnie jak Syryjska Koalicja Narodowa na rzecz Opozycji i Sił Rewolucyjnych. 22 sierpnia 2013 Wolna Armia Syrii ogłosiła, iż zidentyfikowała 1729 ofiar, natomiast 6 tys. osób nadal miało problem z oddychaniem. Centrum Dokumentowania Przemocy w Syrii (VDC) podało, iż po zebraniu raportów z 13 szpitali, oszacowano łączną liczbę ofiar na 1821 osób. Według raportu amerykańskich służb specjalnych odtajnionego 30 sierpnia 2013 w ataku z użyciem broni chemicznej zginęło 1429 osób, w tym 426 dzieci.
Pierwsi o użyciu broni chemicznej informowali lekarze. Do dziesięciu punktów medycznych były zwożone zwłoki i porażeni ze zwężonymi źrenicami, zimnymi kończynami, pianą na ustach, kłopotami z oddychaniem i postępującym paraliżem ciała. To typowe objawy działania gazów bojowych. Lokalne Komitety Koordynacyjne alarmowały, że szpitale polowe były przepełnione, lekarzom brakowało specjalistycznego sprzętu medycznego i leków, szczególnie atropiny, do ratowania duszących się ludzi zatrutych sarinem. Według lekarzy wiele ofiar umarło podczas snu, ze względu na wczesną porę ataku. Jednak większość ludzi zginęła w agonii, nie mogąc zaczerpnąć powietrza wskutek zwiotczenia mięśni odpowiedzialnych za poruszanie płuc. Ludzie podczas ataku uciekali do piwnic, szukając schronienia przed rażeniem domniemanego użycia sarinu, jednak jest on cięższy od powietrza przez co raził ludzi również pod powierzchnią ziemi. W trakcie ratowania zatrutych osób zmarło co najmniej sześciu lekarzy.
Po ataku w internecie pojawiły się liczne amatorskie nagrania ze szpitali polowych, przedstawiające dziesiątki ciał ofiar, a także duszących się ludzi, wśród nich wielu dzieci. Sarin powodował wiotczenie mięśni, w tym odpowiedzialnych za poruszanie płucami. W efekcie ofiara dusiła się, co prowadziło do zgonu. Według lekarza z Dżaubar do ratowania duszących się ludzi użyto 25000 ampułek atropiny, 7000 ampułek hydrokortyzonu oraz 200 butli z tlenem. Medykamenty te są odtrutką na sarin.
Według VDC decyzja o użyciu broni chemicznej zapadła podczas posiedzenia sztabu kryzysowego syryjskiego rządu, zwołanego po ataku na konwój Baszszara al-Asada z 8 sierpnia 2013. W trakcie posiedzenia gen. Taher Muhammad Chalil zaproponował, by użyć broni chemicznej. Miała być to alternatywa dla lądowego szturmu na dzielnice Damaszku i miasta Ghuty, zajmowane przez rebeliantów, gdyż atak konwencjonalny spowodowałby duże straty po stronie armii.
Human Rights Watch ogłosiło, iż dowody mocno przemawiały za tym, że za atakiem gazowym stał reżim Baszszara al-Asada. Raport HRW powstał po przeanalizowaniu zeznań świadków, informacji dotyczących prawdopodobnego źródła ataku, pozostałości użytej broni chemicznej oraz dokumentacji medycznej ofiar ataku. Według organizacji i współpracujących z nią ekspertów od uzbrojenia, zgromadzona dokumentacja nie świadczy o tym, że siły syryjskiej opozycji dysponują pociskami kalibru 140 mm i 330 mm i odpowiednimi wyrzutniami, które wykorzystano w ataku
Był to najbardziej tragiczny atak z użyciem broni chemicznej od ataku gazowego w irackiej Halabdży z 1988, kiedy to zginęło ok. 5000 osób.

## Reakcje na doniesienia o ataku gazowym
Rząd w Damaszku zdementował informacje o ataku z wykorzystaniem broni chemicznej. Rzekomy atak sarinem nazwał „propagandową zagrywką opozycji”, specjalnie zorganizowaną trzy dni po przyjeździe inspektorów ONZ do Syrii. Cała sprawa została określana jako „histeryczna” manipulacja. Minister informacji Umran Ahid az-Zubi nazwał doniesienia „nielogicznymi i fałszywymi”. Stanowisko Damaszku poparła Rosja, która też mówiła o prowokacji. 22 sierpnia 2013 lotnictwo rządowe kontynuowało bombardowania w Ghucie. Bomby spadały również w Damaszku, kilka kilometrów od hotelu w którym zakwaterowana była misja ONZ ds. broni chemicznej. Ataki te mogły zatrzeć ślady po użyciu broni chemicznej. 24 sierpnia 2013 syryjska telewizja państwowa podała, że żołnierze natrafili w tunelu pod Damaszkiem na broń chemiczną przechowywaną w tunelu bojowników.

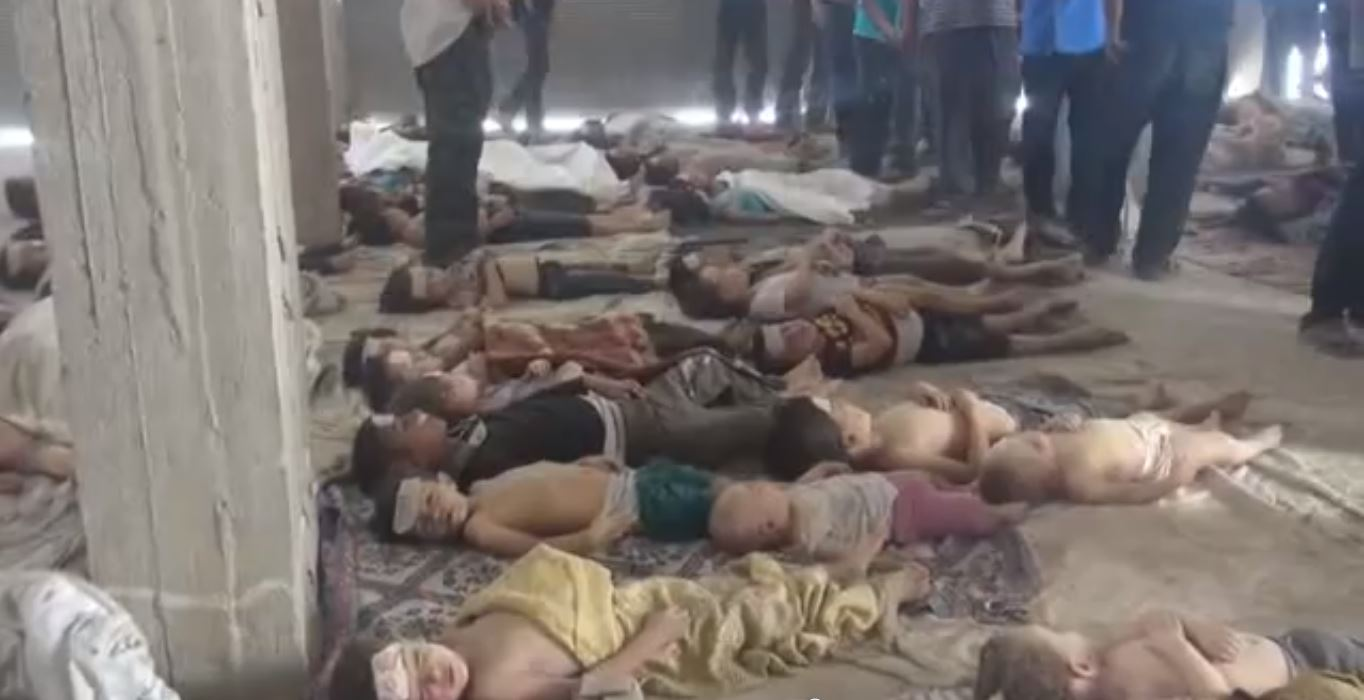
Ofiary ataku gazowego w Ghucie

Były przewodniczący opozycyjnej Syryjskiej Koalicji Narodowej na rzecz Opozycji i Sił Rewolucyjnych Dżurdż Sabra informował na konferencji prasowej o 1300 ofiarach. O współudział w zbrodni Sabra obarczył społeczność międzynarodową, która według niego milczała wobec syryjskiej wojny domowej. Zaapelował do wysłanników ONZ o przeprowadzenia śledztwa na miejscu ataku, mimo iż RB ONZ im tego nie zleciła. Lider syryjskiej opozycji Ahmad al-Dżarba powiedział 29 sierpnia 2013, iż kraje Zachodu powinny uderzyć w Syrii, by doprowadzić „Chemicznego Baszszara” przez Międzynarodowy Trybunał Karny. Odpowiedzialnością za atak chemiczny Liga Państw Arabskich obarczyła syryjski rząd. Organizacja wezwała również o pociągnięcie do odpowiedzialności sprawców.
Zachód ostrożnie komentował informacje napływające z Syrii. Państwa zwróciły się do ONZ o zbadanie szczegółów ataku. Wezwano również do zwołania nadzwyczajnego posiedzenia Rady Bezpieczeństwa ONZ. Sekretarz generalny ONZ Ban Ki-moon powiedział, że jest zszokowany doniesieniami z Syrii. Dodał następnie, że użycie broni chemicznej to zbrodnia przeciwko ludzkości. RB ONZ zebrała się wieczorem 21 sierpnia 2013 i wyraziła „głębokie zaniepokojenie” doniesieniami o ataku oraz oświadczyła, że należy przeprowadzić śledztwo ws. ataku gazowego. Nie zażądała jednak przeprowadzenia śledztwa przez inspektorów ONZ przebywających w Syrii. Rosja i Chiny sprzeciwiły się „sformułowaniom jednoznacznie domagającym się śledztwa”. Członkowie RB ONZ nie zgadzali się co do tego, kto stał za atakiem. Zastępca sekretarza generalnego ONZ Jan Eliasson powiedział, że eksperci ONZ nie mogą przeprowadzić śledztwa ze względu sytuacje na miejscu ataku. „Potrzebne jest zaprzestanie walk w tym konkretnym miejscu, ale potrzebne jest również ogólne zaprzestanie walk w Syrii” – skomentował Eliasson. Przeprowadzenie śledztwa od ekipy Sellströma domagało się 35 państw, w tym USA, Wielka Brytania, Francja, Niemcy.
Departament Stanu USA ogłosił, iż nie jest w stanie przesądzić, czy w Ghucie faktycznie doszło do ataku z użyciem broni niekonwencjonalnej. Prezydent USA Barack Obama nakazał amerykańskiemu wywiadowi zbierać informacje, które pozwoliłyby na zweryfikowanie doniesień o użyciu broni chemicznej. Amerykański generał Martin Dempsey uważał, że Stany Zjednoczone byłyby zdolne do interwencji w Syrii, ale tamtejsza sytuacja nie była ku temu korzystna, gdyż nie było umiarkowanych grup rebelianckich, które mogłyby wypełnić próżnię polityczną. Obama wezwał syryjski rząd do umożliwienia ekspertom ONZ przeprowadzenia śledztwa. Podobny apel do rządu w Damaszku wystosowała Rosja, co zostało ogłoszone przez rosyjskie ministerstwo spraw zagranicznych po rozmowie telefonicznej z 22 sierpnia 2013 między szefami MSZ Rosji i USA – Siergiejem Ławrowem i Johnem Kerrym, którzy uzgodnili, iż konieczne jest „obiektywne śledztwo”. Jednocześnie Moskwa oskarżyła rebeliantów o uniemożliwianie przeprowadzenie obiektywnego śledztwa. Sami syryjscy aktywiści pobrali próbki włosów, skóry oraz krwi ofiar z Irbin i przeszmuglowali je do Damaszku, gdzie przebywali eksperci ONZ. Ci jednak nie odebrali materiałów dowodowych.
Minister spraw zagranicznych Francji Laurent Fabius, powiedział, że jeśli doniesienia o użycia sarinu w Syrii się potwierdzą i gdy Rada Bezpieczeństwa ONZ nie będzie w stanie podjąć wiążących decyzji, to jego kraj dopuszcza użycie siły. Dodał, że reakcja siłowa nie równała się z wysyłaniem wojsk lądowych. Fabius zaapelował do Rosji, by wzięła odpowiedzialność za sytuacje w Syrii. 25 sierpnia 2013 Fabius powiedział, że „nie ma żadnych wątpliwości” co do tego, że za atakiem chemicznym stoi reżim Asada. Prezydent Francji François Hollande nazwał wydarzenia z Ghuty „masakrą chemiczną” i ogłosił, że jego kraj jest gotowy do ukarania jej sprawców. Wysoki przedstawiciel Unii do spraw zagranicznych i polityki bezpieczeństwa Catherine Ashton ogłosiła, że Unia Europejska, pomimo wszystkich doniesień, jest za rozwiązaniem politycznym konfliktu.
Tymczasem minister spraw zagranicznych Turcji Ahmet Davutoğlu powiedział, że w Syrii przekroczono już wszelkie „czerwone linie”. Odniósł się tym samym do słów Baracka Obamy o „czerwonej linii” z sierpnia 2012. Skrytykował też bezczynność świata po oskarżeniu przez syryjską opozycję  władz w Damaszku o atak z użyciem broni chemicznej. Również polskie MSZ potępiło atak na ludność cywilną.

## Śledztwo ONZ
25 sierpnia 2013 rząd syryjski ogłosił, że zgadza się na zbadanie przez inspektorów ONZ terenu, na którym miał nastąpić atak gazowy. Prace zespołu specjalistów rozpoczęły się następnego dnia. Siły syryjskie obiecały, iż będą przestrzegać zawieszenia broni na przedmieściach Damaszku. Nim misja naukowców ruszyła, minister spraw zagranicznych Wielkiej Brytanii William Hague, oświadczył, że dowody na użycie broni chemicznej mogły zostać zniszczone w atakach artyleryjskich, które nastąpiły po ostrzale rakietowym z domniemanym wykorzystaniem broni chemicznej.
W czasie podróży inspektorów ONZ, jeden z sześciu pojazdów o godz. 13 czasu lokalnego został ostrzelany przez niezidentyfikowanego snajpera. Członkom zespołu nic się nie stało, jednak samochód został zniszczony. Na miejscu eksperci badali ofiary domniemanego ataku, rozmawiali z poszkodowanymi oraz lekarzami. Dwunastu ekspertów z Organizacji ds. Zakazu Broni Chemicznej (OPCW) działających dla ONZ, odwiedzili łącznie dwa prowizoryczne szpitale w Muaddamijji, po czym po godz. 16 wrócili do hotelu w Damaszku.
Drugą wizytę w rejonie ataku inspektorzy złożyli w dniach 28-29 sierpnia 2013. Eksperci zbierali próbki w Ajn Taramie i Zamalce. Jednocześnie Ban Ki-moon powiedział, że eksperci potrzebują czasu do końca miesiąca by zbadać wszystkie okoliczności dotyczących domniemanego użycia tam broni chemicznej. Zaapelował również, by dać szanse na dyplomatyczne rozwiązanie konfliktu. Jednak Zachód przygotowywał się do interwencji militarnej w Syrii.
30 sierpnia 2013 inspektorzy ONZ opuścili Syrię. Zebrane próbki były badane w europejskich laboratoriach, a ich analiza zajmie co najmniej dwa tygodnie. Po wyjeździe z kraju ogarniętego wojną domową naukowcy złożyli na ręce Ban Ki-moona cząstkowy raport z badań. Na taki raport bez wyników analizy pobranych próbek nie zgodził się syryjski rząd.
Raport inspektorów ONZ nt. użycia broni chemicznej w Ghucie został upubliczniony 16 września 2013. Wynikało z niego jasno, iż użyto wówczas trującego gazu sarin, jednak inspektorzy nie wskazali sprawców. Przedstawiający raport Ban Ki-moon mówił o zbrodni wojennej oraz o „najbardziej znaczącym potwierdzonym użyciu broni chemicznej przeciwko cywilom od czasu, kiedy użył jej Saddam Husajn” (atak gazowy w Halabdży). Sekretarz generalny ONZ powiedział również, iż było to  „najgorsze użycie broni masowego rażenia w XXI wieku”.
Administracja Baracka Obamy stwierdziła w oświadczeniu, że jest znaczącym faktem, iż dowody techniczne w raporcie inspektorów mówią o użyciu sarinu wysokiej jakości i szczególnego typu pocisku, co potwierdzałoby, iż syryjski reżim stał za atakiem. Także Francja oraz Wielka Brytania oświadczyły, że raport ONZ nie pozostawiał „żadnych wątpliwości” co do „nadzwyczaj wyraźnej odpowiedzialności” reżimu Asada za użycie broni chemicznej.

## Plany interwencji militarnej
24 sierpnia 2013 minister obrony USA Chuck Hagel ogłosił, że jeśli Barack Obama podejmie decyzję o uderzeniu na Syrię, to wojska amerykańskie są na to gotowe. Ponadto Stany Zjednoczone przegrupowywały swoje siły na Morzu Śródziemnym. Hagel początkowo twierdził, że wszelkie kroki zostaną podjęte we współpracy ze wspólnotą międzynarodową i w ramach prawa. Tymczasem John Kerry zadzwonił do swojego syryjskiego odpowiednika Walida al-Mualimima i zażądał zakończenia blokowania misji ekspertów ONZ i dopuszczenie ich do strefy ataku oraz o zakończenie niszczenia dowodów. 26 sierpnia 2013 Baszszar al-Asad ponownie odrzucił oskarżenia o wykorzystanie broni chemicznej przeciwko ludności cywilnej. Ostrzegł Stany Zjednoczone przed rozpoczęciem ataku na Syrię, gdyż „doznają fiaska, jak we wszystkich rozpętanych przez siebie wojnach, począwszy od Wietnamu”.
Arabia Saudyjska, Australia, Izrael, Turcja, Francja oraz Wielka Brytania ogłosiły gotowość przyłączenia się do zbrojnej koalicji antysyryjskiej. Według ministra spraw zagranicznych Turcji taka opcję omawiało 36-37 państw na świecie. Poparcie dla ewentualnej operacji wyraziła m.in. Kanada oraz Japonia. 28 sierpnia 2013 wiceprezydent USA Joe Biden orzekł, iż „nie ma wątpliwości”, że broni chemicznej przeciwko cywilom użył syryjski reżim. Biden oparł się na doniesieniach amerykańskich służb wywiadowczych, które podsłuchały rozmowy przedstawiciela syryjskiego ministerstwa obrony z dowódcą oddziału chemicznego. Był to dotąd jedyny dowód, dzięki któremu Waszyngton był przekonany, że za atakiem stał syryjski rząd. Odpowiedzialności za ataki w Ghucie syryjskie władze obarczył również Sekretarz Generalny NATO Anders Fogh Rasmussen, jednak Sojusz Północnoatlantycki nie planował operacji w Syrii.
Przeciwko ewentualnej interwencji ostro wystąpiły Chiny oraz Rosja. Pekin wyraził swój niepokój planami USA, natomiast Moskwa ogłosiła, że „nie zamierza z nikim prowadzić wojny”, jednak przestrzegła, że operacja może nieść katastrofalne skutki dla regionu. Kiedy zdanie Moskwy traciło na znaczeniu, z powodu zdeterminowania USA do podjęcia operacji bez mandatu RB ONZ, rosyjskie władze rozpoczęły ewakuacje swoich obywateli oraz apelowały, że jeszcze przedwcześnie na interwencje w Syrii, gdyż prace inspektorów ONZ nadal trwały. Specjalny wysłannik ONZ ws. konfliktu w Syrii Lakhdar Brahimi powiedział, że wszelkie działania militarne mogą zostać podjęte wyłącznie za zgodą RB ONZ. Dodał, że w tej kwestii prawo międzynarodowe jest sprecyzowane. Również Iran przestrzegał przed „katastrofą dla regionu” po ewentualnej interwencji Zachodu”. Liban ogłosił, że jest przeciwny jakiejkolwiek operacji w Syrii i że nie udostępni swojej przestrzeni powietrznej podmiotom interweniującym. Także Jordania była przeciwna udostępniania swojego terytorium do akcji ofensywnych w Syrii. Takie państwa jak m.in. Włochy, Niemcy czy Polska ogłosiły, iż nie wezmą udziału w interwencji.
28 sierpnia 2013 w Nowym Jorku przedstawiciele stałych członków Rady Bezpieczeństwa ONZ (USA, Chin, Wielkiej Brytanii, Francji i Rosji) spotkali się na nadzwyczajnym spotkaniu na którym, Wielka Brytania przedstawiła projekt rezolucji, potępiający użycie broni chemicznej przez syryjski rząd i przewidujący kroki konieczne dla ochrony cywilów. Wielogodzinne spotkanie zakończyło się fiaskiem, gdyż Rosja wyraziła swój sprzeciw przeciwko rezolucji. Po raz drugi Rada Bezpieczeństwa zebrała się dzień później. Jednak i to spotkanie zakończyło się fiaskiem.

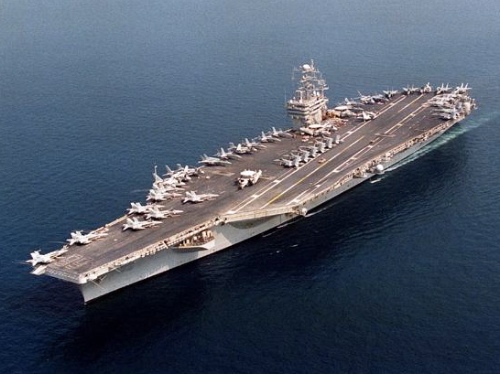
Lotniskowiec USS „Nimitz” (CVN-68)

28 sierpnia 2013 Izrael rozmieścił systemy obrony przeciwrakietowej Żelazna Kopuła przy granicy z Syrią i Libanem, by zabezpieczyć się przed ewentualnymi atakami odwetowymi ze strony Damaszku i Hezbollahu na wypadek interwencji Zachodu w Syrii. Sam Hezbollah rozpoczął mobilizacje swoich bojówek w południe 29 sierpnia 2013. Tego samego dnia Wielka Brytania wysłała na Cypr do bazy Akrotiri sześć myśliwców wielozadaniowych Eurofighter Typhoon. Z kolei w kierunku Syrii kierowała się francuska fregata „Chevalier Paul” typu Horizon i lotniskowiec „Charles de Gaulle”. Na Morzu Śródziemnym znajdowały się cztery amerykańskie niszczyciele (USS „Mahan” (DDG-72), USS „Ramage” (DDG-61), USS „Barry” (DDG-52), USS „Gravely” (DDG-107)), z kolei trzy kolejne okręty zmierzały w tym kierunku: USS „Stout” (DDG-55), USS „San Antonio” (LPD-17) z piechotą morską na pokładzie oraz USS „Kearsarge” (LHD-3) typu Wasp z sześcioma samolotami AV-8B Harrier II i dziesięcioma – dwunastoma maszynami transportowymi V-22 Osprey, zmierzały ku wybrzeży Syrii. Jednostki wyposażone były w pociski manewrujące UGM-109/RGM-109 Tomahawk (około 45 pocisków na każdym okręcie). Z kolei na Morzu Czerwonym znajdowały się lotniskowce USS „Nimitz” (CVN-68) oraz USS „Harry S. Truman” (CVN-75), wyposażone w około 80 samolotów i śmigłowców, a także niszczyciele USS „Williams P. Lawrence” (DDG-110), USS „Stockdale” (DDG-106) i USS „Shoup” (DDG-86) oraz krążownik USS „Princeton” (CG-59). W interwencji wykorzystane mogą być także bombowce Northrop B-2 Spirit.
Wedle planu „ataku chirurgicznego”, zaatakowanych ma być 34 celów za pomocą pocisków Tomahawk i bombowców. W większości cele stanowią bazy syryjskiego lotnictwa. Operacja miałaby trwać dwa-trzy dni. Wykluczono udział wojsk lądowych. Operacja została zaklasyfikowana jako „deterrence”, czyli akcja odstraszająca przed kolejnym użyciem broni chemicznej. Także Rosja wysłała na Morze Śródziemne jednostkę rozpoznania elektronicznego „Priazowje” oraz niszczyciele rakietowe „Smietliwyj” i „Nastojczywyj” i krążownik „Moskwa”. Skrytykowała jednocześnie wysyłanie okrętów wojennych do wybrzeży Syrii przez Stany Zjednoczone.
Do zbrojnej operacji Zachodu przygotowywały się również siły syryjskie. Według źródeł opozycyjnych 28 sierpnia 2013 ewakuowano dowództwo wojska. Konfiskowano również ciężarówki za pomocą których przewożono ciężkie uzbrojenie z miejsc zagrożonych atakiem. Ponadto w prawdopodobne cele ataku rakietowego zwożono więźniów, którzy mieli posłużyć jako żywe tarcze. Cywile masowo wykupowali ze sklepów wodę i jedzenie w puszkach. Chleb osiągnął rekordowe ceny, a mimo tego przed piekarniami ustawiały się długie kolejki. Na początku września 2013 ruszyła akcja „po naszym trupie” polegająca na zbieraniu się ochotników w Damaszku, by służyć jako żywe tarcze na wypadek interwencji Zachodu. Syryjskie władze codziennie odgrażały się, że są gotowe do odparcia wrogich ataków, a 2 września 2013 zwróciły się do sekretarza generalnego ONZ Ban Ki Muna, aby „zapobiegł wszelkiej agresji na Syrię”.
Największym zwolennikiem interwencji w Syrii, obok Stanów Zjednoczonych i Francji był brytyjski rząd pod kierownictwem Davida Camerona. Brytyjskie władze uważały, że interwencja byłaby legalna, nawet bez mandatu RB ONZ, gdyż byłaby traktowana jako interwencja humanitarna. Jednak późnym wieczorem 29 sierpnia 2013 brytyjski parlament odrzucił możliwość wzięcia przez Wielką Brytanię udziału w interwencji zapowiadanej przez USA. Swoje poparcie dla interwencji podtrzymała Francja.
30 sierpnia 2013 opublikowany został tajny raport służby specjalnych USA zgodnie, z którym w ataku zginęło 1429 osób, w tym 426 dzieci. Przedstawiający go John Kerry powiedział o nieznalezieniu w ciałach ofiar ran postrzałowych. Sam atak Kerry uznał za zbrodnie przeciwko ludzkości. Raport obarczał winę za atak w Ghucie syryjski rząd. Dowodem na to miał być rodzaj zastosowanych pocisków oraz zdolność wojsk prezydenta Baszszara al-Asada do przeprowadzania jednoczesnego uderzenia z wielu kierunków, które łącznie dotknęło 12 miejsc. Według raportu, trzy dni przed atakiem gazowym, wywiad uzyskał informacje, iż wyspecjalizowane służby przygotowały atak z użyciem broni chemicznej pod Damaszkiem. Amerykański raport opierał się na międzynarodowym i syryjskim personelu medycznym, amatorskich nagraniach video z miejsc zajść, zeznaniach świadków, tysiącach doniesień pochodzących z mediów społecznych z co najmniej 12 różnych obszarów wokół Damaszku, relacjach dziennikarzy oraz raportach organizacji pozarządowych. Raport ten był uzasadnieniem ewentualnego uderzenia na Syrię.
Jednak 31 sierpnia 2013 Barack Obama ogłosił, iż przekazał sprawę interwencji w Syrii do Kongresu, który zebrać się ma 9 września 2013. Tym samym podobnie jak w przypadku Wielkiej Brytanii, to parlament zdecyduje o ewentualnym przeprowadzeniu interwencji zbrojnej. 1 września 2013 syryjska koalicja opozycyjna wezwała Kongres Stanów Zjednoczonych, by poparł interwencję. Z kolei Ban Ki-moon poparł decyzję Obamy o zwróceniu się do Kongresu o autoryzację operacji militarnej. 4 września 2013 doszło do głosowania na forum Komisji Spraw Zagranicznych Senatu Stanów Zjednoczonych. Za przyjęciem rezolucji głosowało 10 senatorów, a siedmiu było przeciw. Tym samym Komisja zezwoliła wojsku amerykańskiemu na przeprowadzenie ograniczonej interwencji w Syrii, bez udziału wojsk lądowych i maksymalnie do 90 dni.

## Plan objęcia międzynarodowym nadzorem broni chemicznej i jej zniszczenia
Podczas dwudniowego szczytu G20 w rosyjskim Petersburgu, rozpoczynającego się 5 września 2013 poruszono kwestię interwencji w Syrii. Sam szczyt w Petersburgu dt. głównie spraw gospodarczych, jednak sprawa syryjska została poruszona podczas roboczej kolacji i rozmowach w kuluarach. W czasie rozmów David Cameron ogłosił, że po laboratoryjnych analizach próbek pobranych w Syrii, Wielka Brytania miała nowe dowody na użycie sarinu przez siły rządowe. Jednak podczas kolacji roboczej światowi przywódcy niedoszli do konsensusu co do planowanej interwencji w Syrii. Według francuskiego przekazu po zakończonych rozmowach „sprawa ewentualnej interwencji militarnej w Syrii była przedmiotem wymiany opinii między przywódcami światowymi, którzy nie doszli jednak do porozumienia”. Przełomu co do kwestii interwencji nie przyniosła także osobista rozmowa Putin z Obamą. Jednak przywódcy rozmawiali w kuluarach o objęciu międzynarodową kontrolą syryjskiej broni chemicznej. Kwestia ta była rosyjską alternatywą dla amerykańskiej interwencji, zaproponowana syryjskim władzom 9 września 2013.
Syria przystała na rosyjską inicjatywę. Barack Obama nazwał rosyjską propozycję dotycząca „potencjalnie przełomową”, a w amerykańskim senacie rozpoczęły się prace nad projektem, który miałaby uzależnić zgodę na interwencję militarną w Syrii od stanu spełniania warunków, jakimi obłożone byłoby wdrożenie planu Rosji. W myśl tego projektu interwencja miałaby się odbyć, kiedy zawiodła by dyplomacja. Głosowanie nad rezolucją ws. operacji w Syrii odroczono. W orędziu do amerykańskiego narodu z 10 września 2013, Barack Obama powiedział, że „Ameryka nie jest policjantem świata”. Dodał, że podjął wraz z partnerami dyplomatyczną inicjatywę, która daje szanse na zlikwidowanie zagrożenia użycia broni chemicznej bez użycia siły. Oznajmił również, że prace nad planem objęcia międzynarodowej kontroli nad syryjską bronią chemiczną będą prowadzone, a stali członkowie RB ONZ przedłożą projekt rezolucji, „która będzie wymagać, by Asad zrzekł się broni chemicznej i by została ona automatycznie zniszczona pod międzynarodowym nadzorem”.
12 września 2013 prezydent Baszszar al-Asad potwierdził, iż zacznie przekazywać swoją broń chemiczną pod nadzór międzynarodowy. Ogłosił również, że Syria przystąpi do Organizacji ds. Zakazu Broni Chemicznej (OPCW), przesyłając jeszcze tego samego dnia dokumenty akcesyjne ws. przystąpienia do organizacji. Asad postawił jednak warunek, że spełni wszystkie oczekiwania, jeśli USA przestaną grozić interwencją militarną. Kolejnymi krokami po przystąpieniu Syrii do OPCW, było złożenie dwa dni później wniosku o przystąpienie do Konwencji o zakazie broni chemicznej (Konwencja zaczęła obowiązywać Syrię 14 października 2013) oraz następnie podporządkowanie się ustaleniom genewskim z 14 września 2013.
W dniach 12-14 września 2013 w Genewie, John Kerry razem z Siergiejem Ławrowem i Lakhdarem Brahimim, pokojowym wysłannikiem ONZ do Syrii, omawiali rosyjski plan oddania syryjskiej broni chemicznej pod kontrolę międzynarodową. Skutkiem rozmów w Genewie było wypracowane sześciopunktowe porozumienie między USA i Rosją, według którego najpóźniej do listopada 2013 do Syrii zostaną wysłani inspektorzy OPCW, którzy będą mieli nieograniczony dostęp do miejsc, w których przechowywana jest broń chemiczna. Miejsca te mają zostać wskazane przez syryjski rząd w ciągu tygodnia od przyjęcia planu. W ciągu miesiąca od przybycia inspektorów OPCW, Syria musiała zlikwidować infrastrukturę do produkcji broni chemicznej. Z kolei samo zniszczenie broni nastąpiłoby zgodnie z procedurami wynikającymi z Konwencji o zakazie użycia broni chemicznej najpóźniej do połowy 2014. Niewywiązanie się z ustaleń genewskich, Damaszkowi groziłyby konsekwencje zgodnie z rozdziałem VII Karty Narodów Zjednoczonych, dotyczącym sankcji i akcji militarnych. 19 września 2013 Syria przesłała do OPCW informacje na temat swojej broni chemicznej. Tym samym władze kraju wypełniły pierwszy punkt planu genewskiego.
Według ekspertów od wojskowości plan zniszczenia syryjskiej broni chemicznej był mrzonką, gdyż zidentyfikowanie i zniszczenie rezerw zajmie co najmniej 10 lat i będzie wymagało wielkich nakładów finansowych. Podano przykład, iż Stany Zjednoczone w ciągu w ciągu 30 lat zdołały zniszczyć 90% zapasów broni chemicznej, a zakończenie jej niszczenia zaplanowane do 2007, potrwa prawdopodobnie do 2023, oraz że Japonia od lat 90. XX wieku nadal niszczyła swoje zapasy broni chemicznej z czasów II wojny światowej.
Rezolucja RB ONZ nr 2118 wzywająca do zabezpieczenia i usunięcia syryjskiego arsenału chemicznego została jednogłośnie przyjęta 27 września 2013. Treść rezolucji opiera się na ustaleniach genewskich, jednak nie zawiera odnośników do VII rozdziału Karty NZ, mówiących o sankcjach i groźbie użycia siły, wobec niewywiązania się z zobowiązań narzuconych przez RB ONZ. Przyjęcie rezolucji zakończyło impas na forum RB ONZ, trwający od kwietnia 2012, kiedy to pierwszy i ostatni raz RB ONZ porozumiała się, wysyłając wówczas misję obserwatorów do Syrii. Łącznie Rosja i Chiny trzykrotnie blokowała projekty rezolucji proponowane przez kraje zachodnie.
Po przyjęciu rezolucji RB ONZ, 1 października 2013 do Syrii przybyli międzynarodowi eksperci OPCW, aby przeprowadzić inspekcje w arsenałach broni chemicznej. Był to drugi z punktów planu genewskiego przyjętego przez RB ONZ. Proces likwidacji zasobów broni chemicznej rozpoczął się 6 października 2013. Do 28 października 2013 inspektorzy skontrolowali 21 z 23 obiektów w których składowano broń chemiczną. Dwa z nich były niedostępne ze względu bezpieczeństwa. Z kolei 31 października 2013 na dzień przed terminem Syria ogłosiła, że zniszczyła infrastrukturę służącą do produkcji broni chemicznej. Kolejnym terminem w planie eliminowania broni chemicznej był 15 listopada 2013. Według harmonogramu przyjętego tego dnia, broń ma być wywieziona lub zniszczona na terytorium Syrii nie później niż do 5 lutego 2013, a cała broń ma zostać zlikwidowana do 30 czerwca 2014.